# Lonchostoma
Lonchostoma es un género  de plantas  perteneciente a la familia Bruniaceae.   Comprende 12 especies descritas y de estas, solo 3 aceptadas.

## Taxonomía
El género fue descrito por Johan Emanuel Wikström y publicado en Kongliga. Vetenskaps Academiens Handlingar ser. 2. 1818: 350. 1818. La especie tipo es: Lonchostoma  obtusiflorum Wikstr.  

## Especies aceptadas
A continuación se brinda un listado de las especies del género Lonchostoma aceptadas hasta octubre de 2013, ordenadas alfabéticamente. Para cada una se indica el nombre binomial seguido del autor, abreviado según las convenciones y usos.
- Lonchostoma monogynum Pill.
- Lonchostoma myrtoides Pillans
- Lonchostoma pentandrum Pillans